# Maison Trochon
La maison Trochon, ou hôtel Trochon, ou hôtel des Zéphyrs, est un hôtel particulier de style Rocaille bâti au milieu du XVIIIe siècle, situé sur le quai de la Fosse, dans le centre-ville de Nantes, en France. L'immeuble est inscrit au titre des monuments historiques en 1926.

## Historique
L'immeuble est construit en 1742 par l'architecte Pierre Rousseau, qui œuvrera plus tard lors de l'urbanisation de l'île Feydeau, pour l'armateur et négrier Charles Trochon, sieur de Lorière et de La Ménardière, juge-consul de Nantes et valet de chambre du duc d'Orléans.
La façade sur rue et la toiture de la maison Trochon sont inscrites aux titre des monuments historiques par arrêté du 7 janvier 1926.

## Architecture
Les matériaux utilisés pour la construction sont le tuffeau, le granit et le marbre de Sablé. Classiquement, la maison présente un rez-de-chaussée à entresol, trois étages et des combles couverts d'ardoise et percé de lucarnes. La façade est surmontée d'un fronton sans décor.
Les fenêtres du premier étage donnent sur un balcon filant. Il en est de même pour les deux fenêtres centrales du deuxième étage. Ce procédé dessine un triangle sur la façade. La ferronnerie des balcons est galbée, l'architecte Pierre Rousseau utilisant souvent ce procédé de style baroque tardif dans ses œuvres.
Cet immeuble se distingue par le décor de sa façade donnant sur le quai de la Fosse. Sous les balcons encadrant le premier étage, l'« étage noble », des mascarons sont disposés à chaque arc de fenêtre. Au-dessus des autres fenêtres, des agrafes richement sculptées apparaissent. Deux supports des balcons ont donné son surnom à l'immeuble : ils figurent des jeunes garçons dotés d'ailes de papillons, qui ont été baptisés « zéphyrs ». Au centre de la façade, à l'entresol et au premier étage, l'architecte a « signé » son œuvre en disposant des bas-reliefs représentant des instruments de mesure et un globe terrestre. Ils sont surmontés de mascarons représentant Neptune, dieu de la mer, et Mercure, dieu du commerce, qui symbolisent l'activité du propriétaire initial.

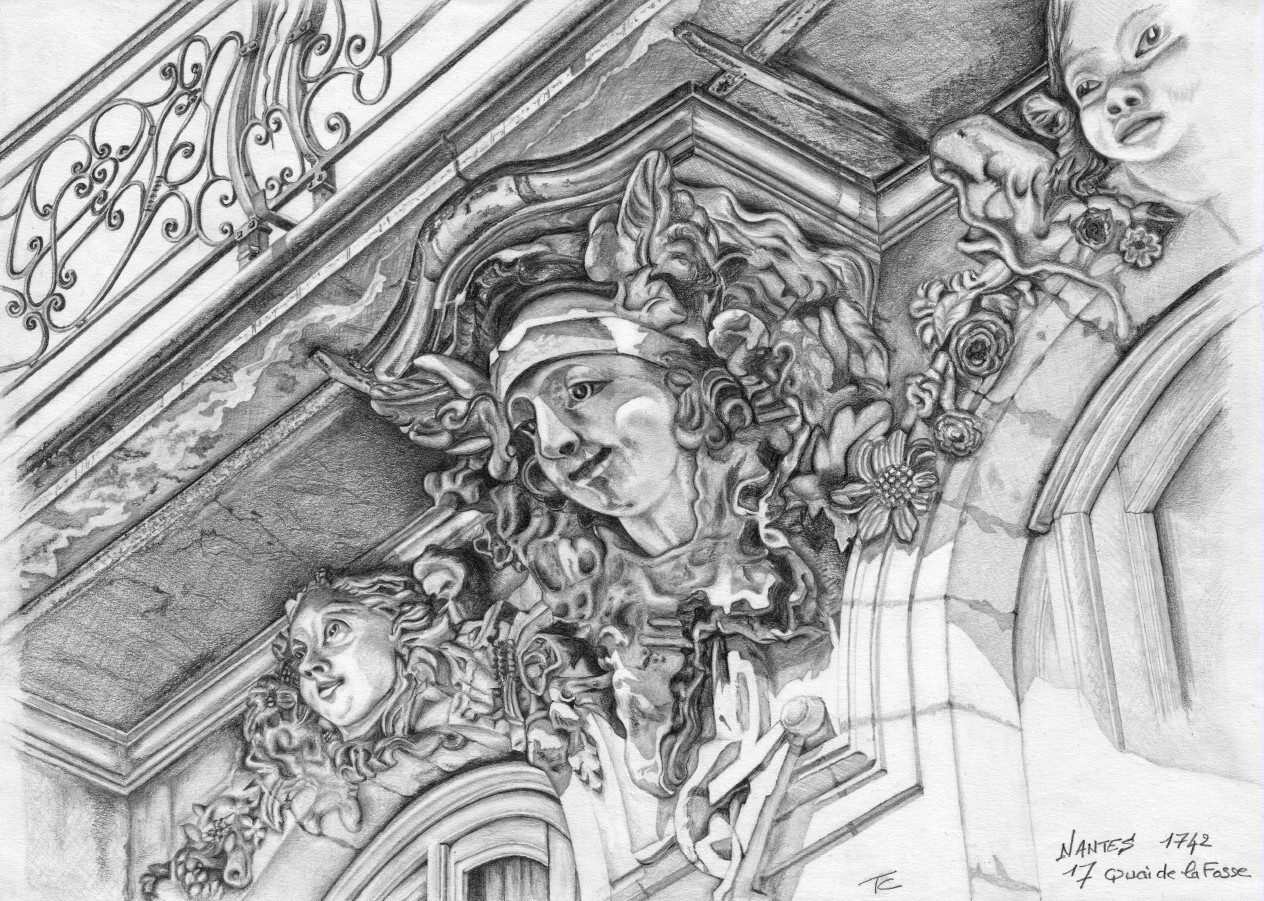
Façade d'immeuble de 1742 au 17 Quai de la Fosse